# یک روز خوب بهاری
یک روز خوب بهاری (انگلیسی: One Fine Spring Day; کره‌ای: 봄날은 간다) یک فیلم محصول سال ۲۰۰۱ کره جنوبی منتشر شده توسط سایدوس و اپلاز فیلمز است. در این فیلم یو جی ته و لی یونگ ئه ایفای نقش کردند.

## بازیگران
- یو جی-ته در نقش سانگ وو
- لی یونگ ئه در نقش اون سو
- بک سونگ هی
- پارک این هوان
- شین شین ئه
- بک جونگ هاک
- سون یونگ سون
- لی مون شیک در نقش ارشد استودیوی ضبط
- پارک سون وو
- گانگ هوا سون